# Трана
Тра̀на (на италиански: Trana; на пиемонтски: Tran-a, Тран-а) е малък град и община в Метрополен град Торино, регион Пиемонт, Северна Италия. Разположен е на 372 m надморска височина. Към 1 януари 2020 г. населението на общината е 3814 души, от които 230 чужди граждани.